# F*ckin' Fred : Comme un Léopard
Pour plus de détails, voir Fiche technique et Distribution.
F*ckin' Fred : Comme un Léopard est un faux documentaire français réalisé par Clément Cotentin, diffusé en 2025 sur Amazon Prime Video.

## Synopsis
Jonathan Cohen et Orelsan se lancent dans un projet fou ; ils doivent en une semaine, préparer et organiser un concert de Fuckin' Fred. Ce dernier est un personnage sorti de l'imagination de Jonathan Cohen. Même s'il a déjà fait des prestations sur scène lors des concerts d'Orelsan, Jonathan Cohen n'est jamais apparu pour un concert complet. Débordant d'idées, il se prépare en une semaine pour essayer de devenir un authentique chanteur.

## Fiche technique
- Réalisation : Clément Cotentin
- Scénaristes : Clément Cotentin, Aurélien Cotentin, Jonathan Cohen
- Montage : Hugo Lemant, Maël Lenoir, Clément Cotentin
- Images : Clément Cotentin, Anthony Nataf
- Son : Martin Lanot, Sylvain Malbrant, Fanny Weinzaepflen
- Musique : Eddie Purple, Skread
- Producteurs : Benjamin Bellecour, Jonathan Cohen, Jean-Toussaint Bernard
- Sociétés de production : Attita, Les Films entre 2 et 4, en collaboration avec Prime Video et le soutien de Bel Air Invest
- Pays :  France
- Genre : faux documentaire, comédie
- Durée : 65 minutes

## Distribution
- Orelsan
- Jonathan Cohen

Apparitions
- Skread
- Thomas Ngijol
- Kyan Khojandi
- Bruno Muschio
- Phazz

## Production
C'est Clément Cotentin, le frère d'Orelsan, qui réalise le film. Il avait déjà été le réalisateur (avec Christophe Offenstein) de la série documentaire Montre jamais ça à personne sur Orelsan, diffusée en 2021 sur Amazon Prime Video,.